# マディソン郡 (ニューヨーク州)
マディソン郡（英: Madison County）は、アメリカ合衆国ニューヨーク州の中央部に位置する郡である。2010年国勢調査での人口は73,442人であり、2000年の69,441 人から5.8%増加した。郡庁所在地はワンプスビル村（人口543人）であり、同郡で人口最大の都市はオナイダ市（人口11,393人）である。郡名は第4代アメリカ合衆国大統領ジェームズ・マディソンに因んで名づけられた。
マディソン郡はシラキュース大都市圏に属している。

## 歴史
オナイダ湖の周辺地域は数千年前から先住民族が専有していた。オナイダ族インディアンはイロコイ語を話す部族であり、14世紀ころにこの地域に文化を持って現れ、支配した。イロコイ連邦、別名ハウデノソーニーを当初から構成した5部族の1つだった。
イングランド人開拓者が1683年に現在のニューヨーク州東部に郡を設立した。現在のマディソン郡は当時オールバニ郡に属していると見なされ、ハドソン川沿いにオールバニ市があった。オールバニ郡は巨大な郡であり、オールバニ周辺のニューヨーク州北部とバーモント州の全てを含んでおり、さらに理論的には西の太平洋岸まで広がっていた。イギリスが領有を宣言していたが、大半はモホーク・バレー中央を領土としたオナイダ族、オノンダガ族、セネカ族、カユガ族、モホーク族が占有していた。またハドソン川近くにはモヒカン族もいた。イギリスは1766年7月3日に、カンバーランド郡を分離し、1770年3月16日にグロスター郡を分離したが、どちらも現在はバーモント州に含まれている。

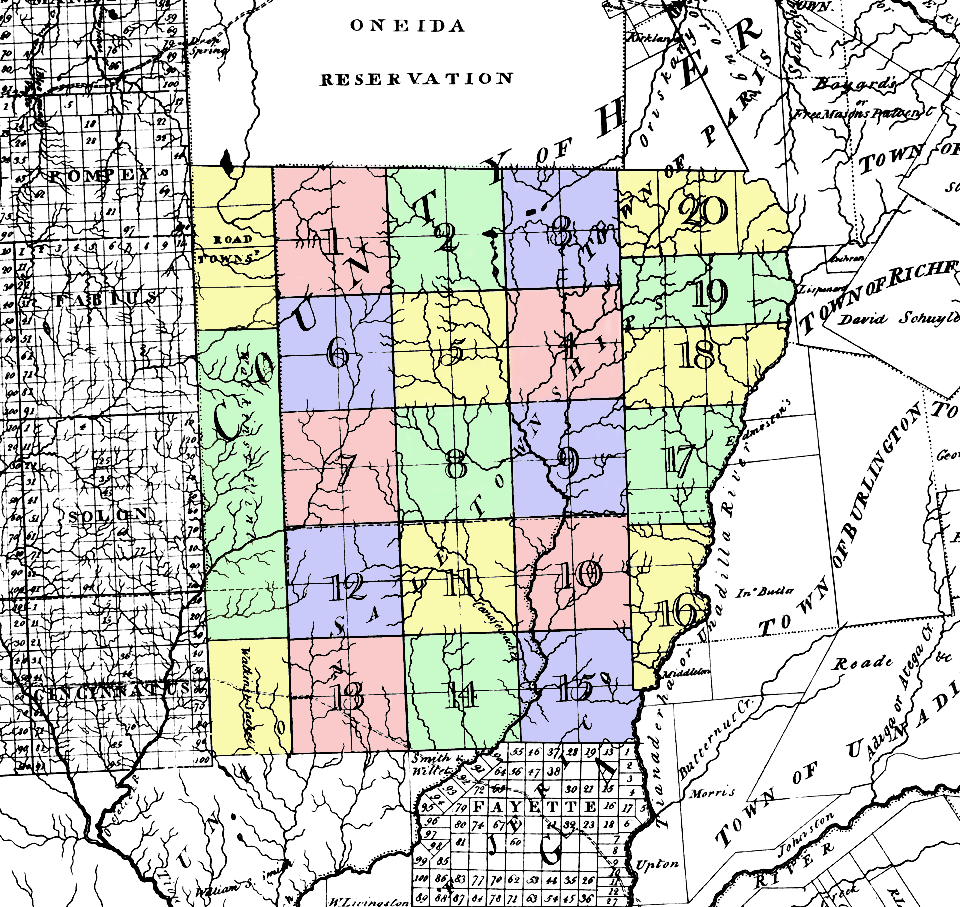
1788年にオナイダ族インディアンから譲渡されたユナディラ川西の20郡区。クリントン購入と呼ばれる

1772年3月12日、オールバニ郡の残りが3つに分割され、1つはオールバニ郡の名前で残った。1つは西部に作られたトライアン郡だった。トライアン郡の東部境界は現在のスケネクタディ市の西約5マイル (8 km) にあり、アディロンダック山地の西側と、デラウェア川西支流より西の領域を含んでいた。トライオン郡に指定された地域には現在のニューヨーク州37郡が入っている。ニューヨーク植民地総督のウィリアム・トライアンに因んで名付けられた。
1775年にアメリカ独立戦争が始まるに至る期間にアップステート・ニューヨークのフロンティアで緊張感が高まり、トライアン郡のロイヤリストは大半がカナダに逃亡した。1784年、アメリカ独立戦争を終わらせた条約締結に続いて、トライアン郡はモンゴメリー郡に改名された。これは独立戦争時の将軍リチャード・モントゴメリーに因む命名だった。モントゴメリーはカナダで数か所を占領した後、ケベック市攻略中に戦死した。憎まれたイギリスの総督に代わる命名だった。
オナイダ族は独立戦争の間もアメリカ側と同盟しており、戦後はその昔からの故郷であるオナイダ湖近くの居留地としてアメリカ合衆国政府から土地を割り当てられた。戦後に結ばれた条約では、イギリスと同盟したイロコイ連邦4部族はその土地を取り上げられた。インディアンの大半は戦中のサリバン遠征の後、フロンティアでの最悪の事態を逃れてカナダに移住していた。インディアンの領土を通過したサリバン隊は、インディアンの住居、畑、冬の蓄えを破壊していったので、移住していなかったイロコイ族はその冬に飢えのために死んだ。
開拓者達は土地に飢えており、1788年州知事ジョージ・クリントンの送った代表団がオナイダ族を説得し、その領土の幾らかをニューヨーク州に譲渡させた。州はこれをヨーロッパ系アメリカ人開拓者に販売するつもりだった。これはジョージ・クリントン州知事に因んで「クリントン買収」と呼ばれている。その土地はオナイダ族居留地の南部にあった。ニューヨーク州が土地を支配した後で組織した郡区の数に従い「20郡区」地域とも呼ばれた。
1789年、モンゴメリー郡からオンタリオ郡が分離した。このときのオンタリオ郡は現在の領域よりもかなり広かった。現在のアリゲイニー郡、カタラウガス郡、シャトークア郡、エリー郡、ジェネシー郡、モンロー郡、ナイアガラ郡、オーリンズ郡、スチューベン郡、ワイオミング郡、イェーツ郡の全体と、スカイラー郡、ウェイン郡の一部が含まれていた。
1791年、モンゴメリー郡からハーキマー郡とタイオガ郡がオチゴ郡と共に分離した。
1798年、タイオガ郡とハーキマー郡の一部を合わせて、シェナンゴ郡が設立された。最後に1806年、マディソン郡がシェナンゴ郡から分離して設立された。
1802年頃、オナイダ族はストックブリッジ族とマンシー族（レナペ族）に土地を分け与えることに合意した。この2部族は、独立戦争後にアメリカ人開拓者による反インディアン闘争からの逃げ場を求めていた。どちらもキリスト教に改宗していた。ストックブリッジ族はマサチューセッツ州から移動してきており、またマンシー族はニューヨーク州やニュージャージー州から来ていた。この2部族は1820年代にニューヨーク州からウィスコンシン州への移住を強制された。これもヨーロッパ系アメリカ人に渡す土地を確保するためだった。
20世紀後半、ウィスコンシン州、ニューヨーク州およびカナダのテムズ居留地で認定されているオナイダ族が、アメリカ独立戦争後に条約を強制され、先祖の土地を売らされたとしてニューヨーク州に対して訴訟を起こし、数千エーカーの土地の返還を求めた。アメリカ合衆国最高裁判所はこの土地の購入を違憲と裁定した。ニューヨーク州はこの条約についてアメリカ合衆国上院による批准を受けておらず、アメリカ合衆国憲法の下ではニューヨーク州が直接オナイダ族と取引をする権限を持っておらず、その権利は連邦政府にあるという判断だった。2010年、ニューヨーク州はウィスコンシン州のオナイダ族にキャッツキル山地のサリバン郡内で300エーカー (1.2 km2) 以上の土地を提供し、これにカジノを建設する許可も与えた。またマディソン郡でも2エーカー (8,000 m2) を与えて訴訟の一部を解決させた。ニューヨーク州内にいる他の連邦政府認定部族など、この取引に反対するものがいる。

## 地理

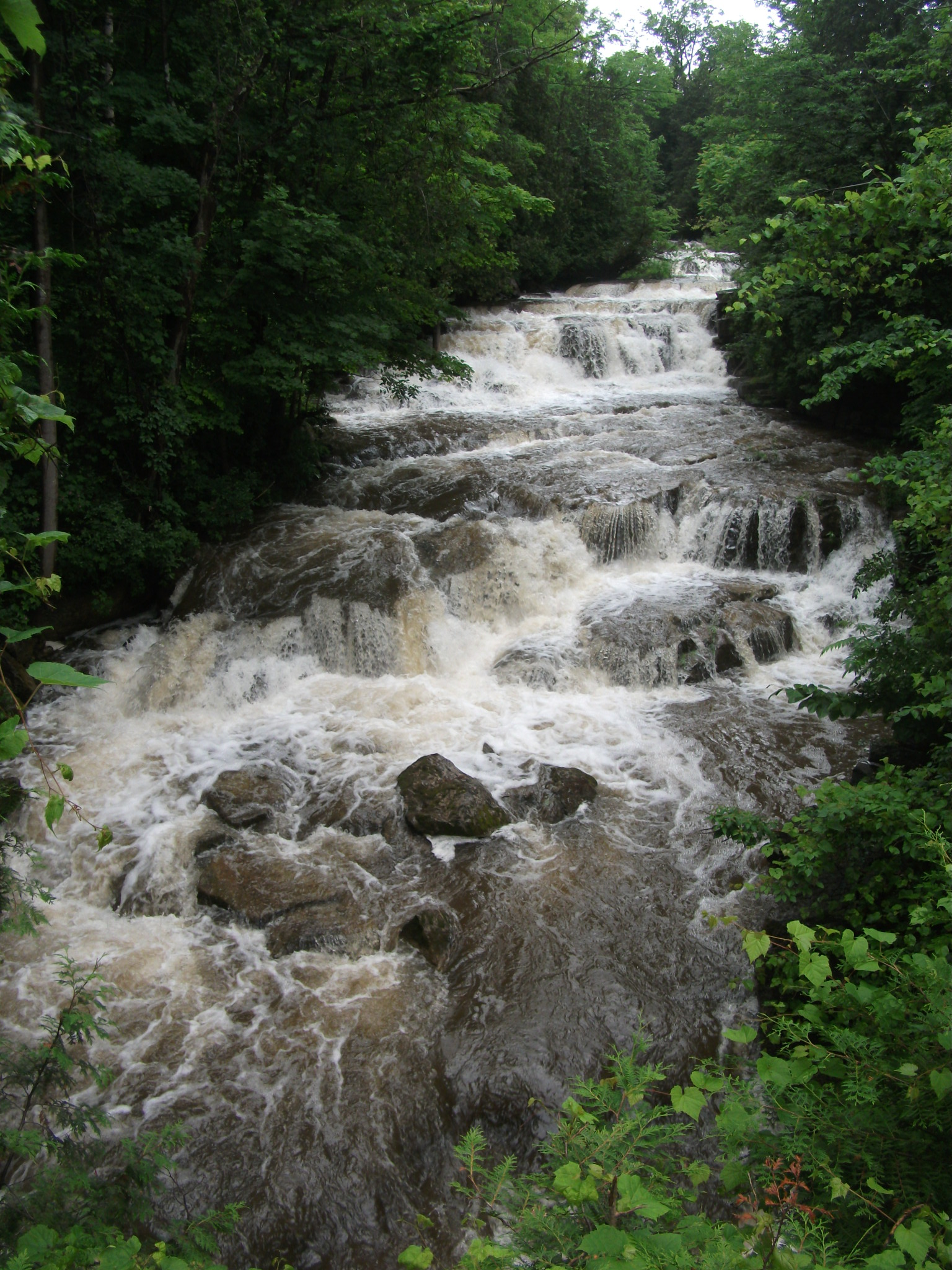
ストックブリッジ滝

アメリカ合衆国国勢調査局に拠れば、郡域全面積は662平方マイル (1,713 km2)であり、このうち陸地656平方マイル (1,699 km2)、水域は6平方マイル (15 km2)で水域率は0.86%である。
マディソン郡はニューヨーク州中央部にあり、シラキュース市の東、ビンガムトン市の北、オールバニ市の西やや北よりに位置している。郡内のイートン町プラッツホローにニューヨーク州の地理中心がある。
オナイダ湖とオナイダ・クリークが北側境界の一部になっている。元はこの湖の南にあったグレートスワンプは多くの種の野鳥や動物にとって重要な湿原生息域だった。20世紀前半の数十年間で、おもにイタリア人移民による地方と州の建設計画で水が抜かれた。肥沃な土壌で玉ねぎなど野菜が高い生産性で栽培でき、イタリア系住民は裕福になった。この地域は富栄養地故に「黒いビーチ」と呼ばれていた。郡の西側境界にはチッテナンゴ・クリークが流れている。
マディソン郡の大半は田園部だが、オナイダやニューヨーク州道5号線に沿ったカゼノビアなどの町はシラキュースやユーティカの郊外となっている。

### 隣接する郡
- オナイダ郡 - 北東
- オチゴ郡 - 南東
- シェナンゴ郡 - 南
- コートランド郡 - 南西
- オノンダガ郡 - 西
- オスウェゴ郡 - 北西

## 人口動態
以下は2000年国勢調査による人口統計データである。
| 基礎データ - 人口: 69,441 人 - 世帯数: 25,368 世帯 - 家族数: 17,580 家族 - 人口密度: 41人/km2（106人/mi2） - 住居数: 28,646 軒 - 住居密度: 17軒/km2（44軒/mi2） 人種別人口構成 - 白人: 96.49% - アフリカン・アメリカン: 1.32% - ネイティブ・アメリカン: 0.52% - アジア人: 0.56% - 太平洋諸島系: 0.01% - その他の人種: 0.26% - 混血: 0.84% - ヒスパニック・ラテン系: 1.06% 先祖による構成 - ドイツ系：16.1% - イギリス系：15.6% - アイルランド系：15.5% - イタリア系：12.1% - アメリカ人：8.0% 言語による構成 - 英語：95.6% - スペイン語：1.9% | 年齢別人口構成 - 18歳未満: 24.9% - 18-24歳: 12.0% - 25-44歳: 27.6% - 45-64歳: 23.0% - 65歳以上: 12.5% - 年齢の中央値: 36歳 - 性比（女性100人あたり男性の人口） - 総人口: 96.3 - 18歳以上: 93.8 世帯と家族（対世帯数） - 18歳未満の子供がいる: 33.6% - 結婚・同居している夫婦: 55.1% - 未婚・離婚・死別女性が世帯主: 9.7% - 非家族世帯: 30.7% - 単身世帯: 24.5% - 65歳以上の老人1人暮らし: 10.3% - 平均構成人数 - 世帯: 2.55人 - 家族: 3.04人 収入と家計 - 収入の中央値 - 世帯: 40,184米ドル - 家族: 47,889米ドル - 性別 - 男性: 33,069米ドル - 女性: 25,026米ドル - 人口1人あたり収入: 19,105米ドル - 貧困線以下 - 対人口: 9.8% - 対家族数: 6.3% - 18歳未満: 10.5% - 65歳以上: 8.8% |

## 都市と町
- オナイダ市
- ワンプスビル村 - 郡庁所在地
- ブリッジポート（ハムレット）
- ブルックフィールド町
- カナストータ村
- カゼノビア村
- カゼノビア町
- チッテナンゴ村
- デライター村
- デライター町
- アールビル村
- イートン町
- フェナー町
- ジョージタウン町
- ハミルトン村
- ハミルトン町
- レバノン町
- レノックス町
- リンカーン町
- マディソン村
- マディソン町
- モリスビル村
- マンズビル村
- ネルソン町
- スミスフィールド町
- ストックブリッジ町
- サリバン町

郡南部の町はオナイダ族からニューヨーク州が購入した20郡区の中から生まれた。

## 教育
- コルゲート大学
- カゼノビア・カレッジ
- ニューヨーク州立大学モリスビル校
- ブルックフィールド中央教育学区
- カナストータ中央教育学区
- カゼノビア中央教育学区
- チッテナンゴ中央教育学区
- デライター中央教育学区
- ハミルトン中央教育学区
- マディソン中央教育学区
- モリスビル・イートン中央教育学区
- オナイダ市教育学区
- ストックブリッジ・バレー中央教育学区